# Kloster Himmelthal

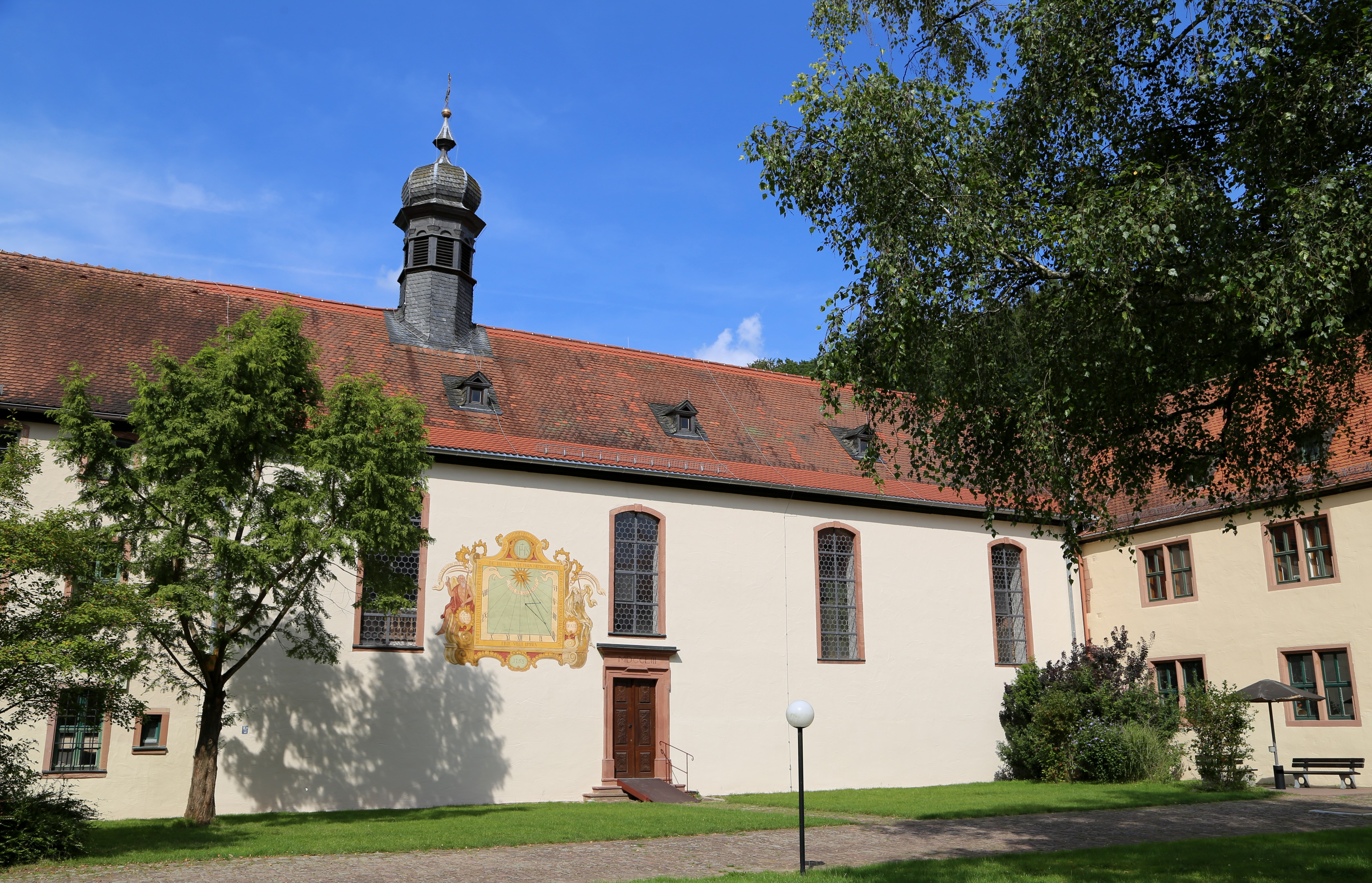
Klosterkirche St. Sebastian

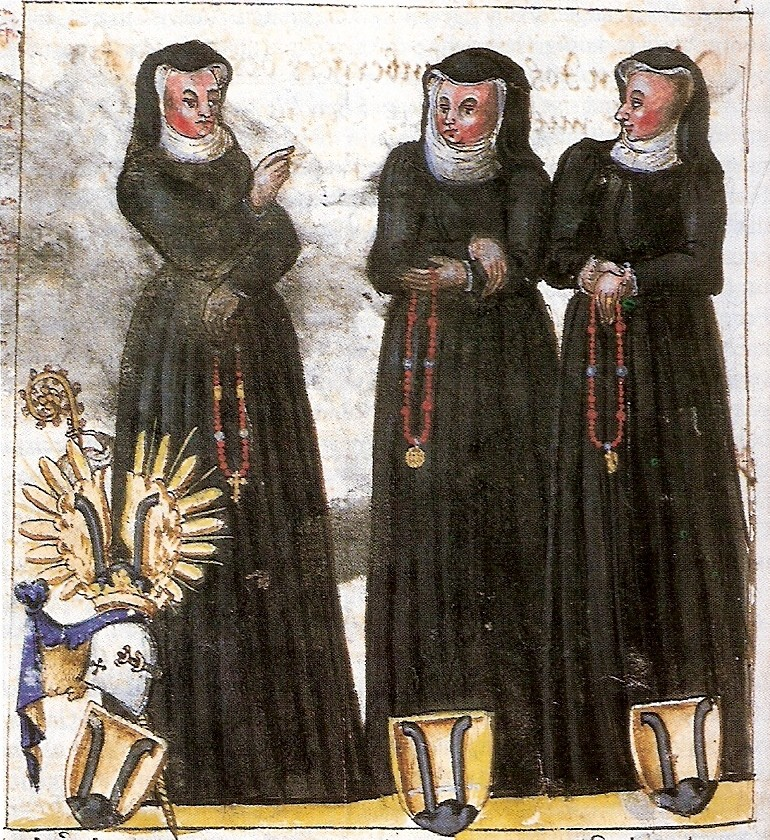
Anna Eisenberger, Äbtissin des Klosters Himmelthal 1552–1568 (links)

Das Kloster Himmelthal  ist eine ehemalige Zisterzienserinnen-Abtei im Markt Elsenfeld, Ortsteil Rück, in Bayern in der Diözese Würzburg.

## Geschichte

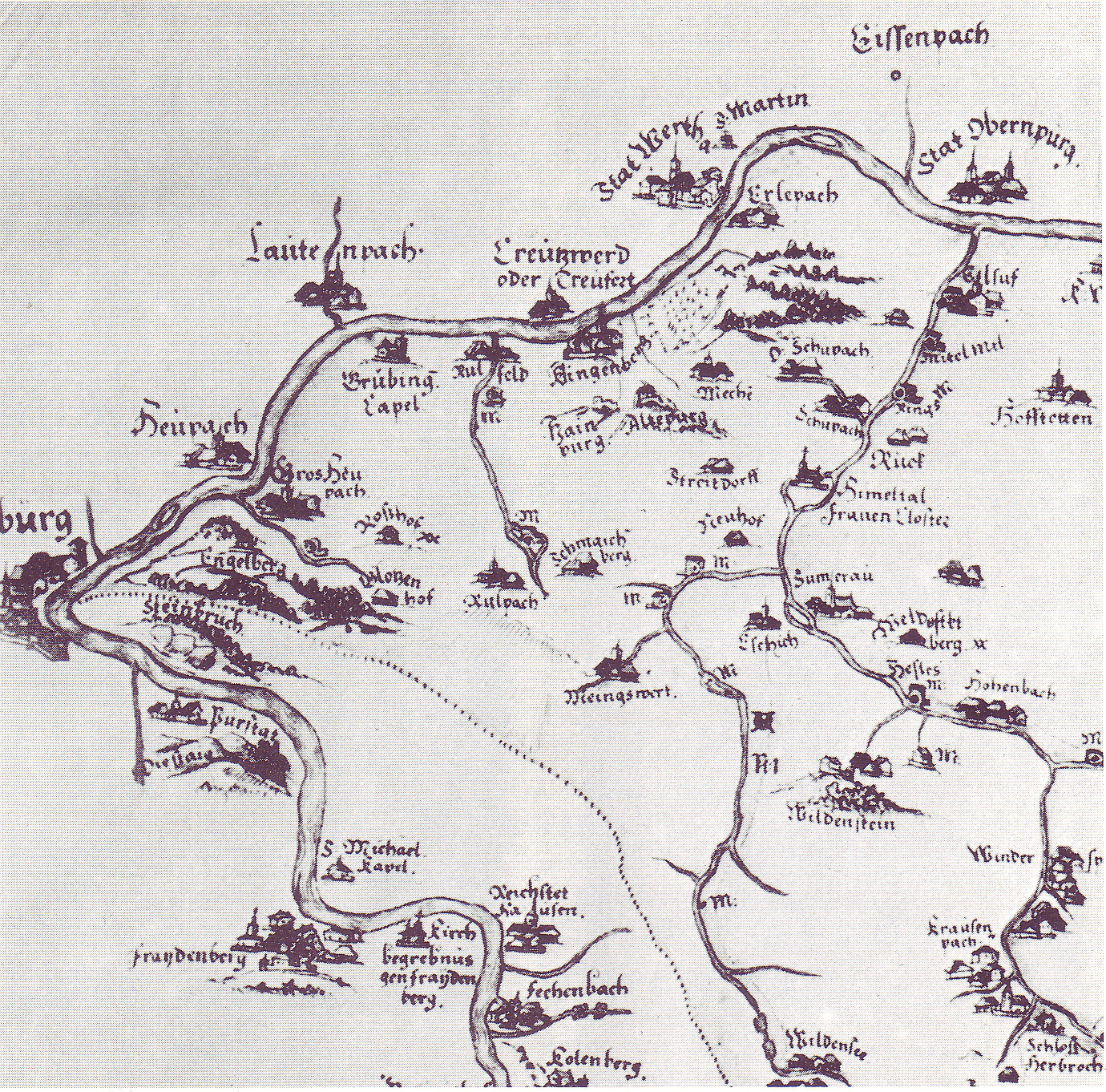
Das Kloster Himmelthal in der Karte des Spessart von Paul Pfinzing von 1594 (Norden ist rechts)

Das Kloster wurde 1232 durch Graf Ludwig II. von Rieneck und seine Frau Adelheid von Henneberg gegründet. Die älteste, im spätromanischen Stil errichtete Klosterkirche wurde bald nach der Gründung gebaut. 1568 hob das Erzbistum Mainz das aufgegebene Kloster auf und machte es zum erzstiftischen Kameralhof.
Letzte Äbtissin war Anna Geipel von Schöllkrippen, die in Erlenbach am Main am 25. Mai 1601 verstarb und in der dortigen Kirche beigesetzt wurde. Ihre Eltern waren der reitende Spessartförster und Mitglied des Förstergerichtes zu Hösbach Ludwig Geipel von Schöllkrippen und Anna von Wasen. Das Allianzwappen der Geipel von Schöllkrippen und der von Wasen war in der Südmauer der Durchfahrt zu den Wirtschaftsgebäuden des Klosters eingemauert. Die Inschrift: „Als man nach der Geburt Christi zalt 1583 Jar / Anna geborne Geippelin von Schelkrippen Abbatissin war / Verlei Ir Got ein seligs Regiment / Vnd nim Si letzt in Deine Hendt.“
Der Klosterhof wurde 1595 zunächst den Jesuiten überlassen und 1626 geschenkt. Auf den Grundmauern der spätromanischen Vorgängerkirche wurde 1753 die bestehende barocke Wallfahrtskirche erbaut und dem Heiligen Sebastian geweiht. Baumeister war Rudolf Vill aus Klingenberg. An anderer Stelle wird Johann Martin Schmidt als Baumeister genannt. Bemerkenswert ist die original erhaltene Ausstattung der Kirche mit der 1757 erbauten Orgel von Johann Conrad Wehr aus Marktheidenfeld.
Nach der Aufhebung des Jesuitenordens 1773 fiel das Gut an das Erzstift Mainz zurück und wurde der Studienanstalt Aschaffenburg zugewiesen. Eigentümer der Anlage ist seit 1814 der Gymnasiumsfonds des Stiftungsamtes Aschaffenburg. Auch das Dorf Eichelsbach, das bis 1773 zum Kloster gehörte, wurde dem Erzstift Mainz zugeordnet.

## Aktuelle Nutzung

### Pädagogische Nutzung
Der Gymnasiumsfonds des Stiftungsamtes Aschaffenburg betreibt seit 1974 die gemeinnützige Berufsbildungsstätte Himmelthal GmbH. Schwerpunkt ist die Arbeit mit jungen Menschen, die im Rahmen einer Internatsschule ganzheitlich betreut werden. Ziel der vom Arbeitsamt geförderten Maßnahmen ist die Eingliederung in das Berufsleben.
Darüber hinaus betreibt der Gymnasiumsfonds die Elsava-Schule zur Erziehungshilfe Himmelthal. Die private Einrichtung setzt sich für Kinder und Jugendliche mit hohem Erziehungsbedarf in der Region des Bayerischen Untermains ein, die sich aber auf Grund ihrer Verhaltensproblematik der Schulpflicht entziehen. Die Einrichtung besteht aus einer Schule zur Erziehungshilfe mit integrierter heilpädagogischer Tagesstätte.
Die Schule zur Erziehungshilfe unterstützt auf Wunsch der verantwortlichen Schulleitungen ortsansässige Hauptschulen, indem Schüler auf einen erhöhten Erziehungsbedarf überprüft werden.

## Kirchliche und kulturelle Nutzung

### Wallfahrten
Alljährlich werden am 20. Januar der Sebastinus-Tag und am 14. September das Fest der Kreuzerhöhung im Rahmen eines Gottesdienstes gefeiert. Die ehemals stattfindenden Wallfahrten bestehen in dieser Form nicht mehr.

### Konzerte
In der Klosterkirche werden seit 1984 die „Himmelthaler Sommerkonzerte“ veranstaltet.

### Weinbau und Gastronomie
Der Weinbauverein Rück e. V. bietet in der Weinprobierstube jeden zweiten Sonntag seine selbst ausgebauten Weine an.
Jährlich am ersten Wochenende im August veranstaltet die Winzergemeinschaft Rück ihr Weinfest im Hof des Klosters Himmelthal.

## Sagen

### Der Name „Himmelthal“
Da, wo die Elsava den Spessart verlässt und in die Mainebene tritt, liegt Himmelthal. Nördlich davon erhebt sich der Wohlberg, auf dem einst die Wohlburg stand. In dieser Burg lebte ein Ritter mit seiner schönen Tochter Johanna. Diese konnte sehr gut singen und so geschickt die Harfe spielen, dass am Abend in der Burgkapelle und in den Kirchen der umliegenden Dörfer die Glöcklein ihr Lied begleiteten, ja selbst die Maiglöcklein im Walde dazu mit einstimmten. Man glaubte Engelstimmen und Himmelsklänge zu hören. Zugleich vergoldete die untergehende Sonne mit ihren letzten Strahlen die Gipfel der Berge und die grünen Rebhügel, so dass die Gegend wie verzaubert aussah. Daher gab man dem am Fuße der Berge entstandenen Kloster den Namen „Himmelthal“.

### Kloster Himmelthal – und die Nonne Agnes
Bei dem Kloster Himmelthal verengt sich das Elsavatal, dass es kaum ein Paar hundert Schritte breit bleibt. Frische, blumenreiche Wiesen füllen den schmalen gebogenen Grund, und rechts und links steigen waldbedeckte Berge jäh empor und schließen das kleine Tal von der übrigen Welt ab. Das Auge sieht nur den blauen Himmel und das helle Grün der Wiesen und das dunklere des Waldes – und das Ohr hört nur das Rauschen der eilenden Elsava, das Säuseln des Windes in den Baumwipfeln und den Gesang der gefiederten Waldbewohner. Der Frieden Gottes ruht auf der Stätte und das Herz sehnt sich, aus der bewegten Welt zu scheiden und hier sich selbst und dem Dienste des Herrn zu leben.
Die Bewohnerinnen des Klosters Himmelthal lebten Jahrhunderte hindurch auch nur dem Dienste des Herrn. Die Grafen von Rieneck waren des Klosters Schirmherren geblieben und unter ihrer Obhut und bei dem musterhaften Lebenswandel der Nonnen gelangte das Kloster bald zu hoher Blüte. Das Dorf Eichelsbach und der größte Teil der Ortschaften Großheubach und Reistenhausen, die Hofgüter zu Mechenhard, das Patronatsrecht der Pfarrei Erlenbach und viele andere Besitzungen wurden Eigentum des Klosters.
Der Reichtum erzeugt häufig Üppigkeit und die Üppigkeit führt auf weitere Abwege. Auch die Nonnen zu Himmelthal frönten allmählich der Weltlust mehr, als sich mit den strengen Regeln des Heiligen Bernard vertrug. Der Erzbischof von Mainz fand sich deshalb bewogen, einen geistlichen Commissär nach Himmelthal abzuordnen. Dieser stellte den versammelten Nonnen das Sündhafte ihres Treibens in eindringlicher Rede vor und warnte sie vor den Fallstricken, die der Böse allen lege, die nicht fest an dem Herrn hielten. In vielen Herzen schlugen seine Worte tiefe Wurzeln, aber in anderen fanden sie nur unfruchtbaren Boden und zu diesen gehörte auch eine junge Nonne, die Schwester Agnes, die sich bei Gleichgesinnten über den ehrwürdigen Geistlichen nur lustig machte. „Der alte Herr,“ meinte sie, „hat gut reden; wenn ich einmal weißes Haar habe wie er, werde ich mich auch um die Weltlust nicht mehr kümmern. Aber jetzt soll er mir mit seinen Märchen wegbleiben. Mit dem Teufel schreckt man nur Kinder. Ich habe noch nie gehört, dass jemanden der Teufel geholt hat und es laufen doch arge Sünder genug in der Welt herum. Darauf will ich es ankommen lassen“ – und was dergleichen gottlose Reden mehr waren. 
Die Schwester Agnes hatte Gelegenheit gefunden, eine Liebschaft mit einem Jägersmann anzuknüpfen. In dem Taumel ihrer Leidenschaft war ihr nichts mehr heilig. Sie vergaß ihr Gelübde und den Himmel und versprach dem Jägersmann, aus dem Kloster zu entfliehen und ihm in seinen Wald zu folgen.
Es war ein schwüler Sommertag gewesen. Schwere Gewitterwolken waren über den Spessart gezogen und hatten ihre Last in die engen Waldtäler gegossen, dass sie sich hoch mit Wasser füllten und die Elsava im wilden Strome dahin brauste. Die Nacht, welche diesem Gewittertage folgte, war zur Flucht aus dem Kloster verabredet worden. Der Jägersmann sollte die Schwester Agnes unfern des Klosters erwarten. Er musste aber vorher die Elsava überschreiten und die ungebändigte Flut hatte Brücken und Stege weggerissen. Er ließ sich dadurch nicht abhalten und suchte durch das Wasser zu dringen – die Wellen ergriffen ihn und führten seine Leiche dem Maine zu.
Unterdessen war es der Schwester Agnes gelungen, aus dem Kloster zu entkommen. Es war ihr dieses umso leichter gewesen, als das fortwährende Aufleuchten der Blitze, das unaufhörliche Rollen des Donners alle Nonnen in ihre Zellen gescheucht hatte. An dem bestimmten Platze sah Agnes den Jägersmann stehen. Sie eilte auf ihn zu: da zuckte ein heller Blitzstrahl durch die schwarze Gewitternacht und ein Schrei, den man durch das Brausen des Sturmes im Kloster hörte, gab Kunde, dass Agnes den erkannt hatte, der die Stelle ihres Buhlen einnahm. – Am andern Morgen fand man nur den halbverbrannten Schleier der Schwester.
Zu dessen Gedächtnis wurde da, wo man den Schleier gefunden, ein Stein eingemauert, der den Teufel vorstellt, wie er mit seinen Krallen grimmig das Nönnlein fasst. Das Denkmal ist heute noch an der Scheuer des Klosters zu sehen.